# 모아나 2
《모아나 2》(영어: Moana 2)는 2024년 개봉한 미국의 뮤지컬, 판타지, 액션 애니메이션 영화이다. 데이비드 데릭 주니어가 감독과 공동각본을 맡았으며, 2016년 영화 《모아나》의 속편이다.

## 줄거리
바다와 연결된 사람들을 찾기 위해, 모투누이 섬 인근의 섬들을 탐험하던 모아나는 과거의 모험 이후 3년이 지난 지금도 항해를 계속하고 있었다.
어느 날, 그녀는 조상인 타우타이 바사의 환영을 통해 진실을 듣게 된다. 바다 너머 모든 섬을 하나로 이어주던 전설의 섬 '모투페투'가 사악한 폭풍신 나로에 의해 해저 깊이 가라앉았다는 것이다. 나로는 인간 세상을 지배하려 했으며, 모투페투를 침몰시켜 섬들 간의 연결을 끊어 놓았다. 타우타이는 경고한다. 모투페투를 되살리지 못한다면, 모투누이의 사람들은 머지않아 사라질 운명이라는 것을.
이에 모아나는 기술자 로토, 역사가 모니, 잔소리가 많은 노농부 켈레, 그리고 애완동물인 푸아와 헤이헤이와 함께 별똥별이 떨어진 방향을 따라 항해를 시작한다.
나로와 과거 악연이 있는 반신 마우이도 모투페투를 찾기 위한 여정을 떠난다. 그러나 그는 나로의 하수인 마탕기에게 붙잡히고, 모아나에게 위험이 미칠까 봐 연락을 망설인다.
모아나 일행은 항해 도중 과거에 마주쳤던 해적 부족 ‘카카모라’에게 포로로 잡히고, 그들 또한 나로의 방해로 고향 섬과 단절되었다는 사실을 알게 된다. 부족원 코투의 도움으로 일행은 거대한 괴조개 속에 숨겨진 마탕기의 거처로 침투하고, 그곳에서 마우이를 다시 만나게 된다. 마탕기 역시 나로의 뜻에 불만을 품고 있었으며, 모아나와 그녀의 동료들이 탈출할 수 있도록 돕는다.
마우이는 나로의 영역이 인간 세계보다 훨씬 위험하며, 그와 맞서는 것은 곧 죽음을 의미한다고 경고한다. 결국 일행은 나로의 괴물들에게 습격당해 뗏목이 부서지고 외딴 섬에 떠밀려 오게 된다. 절망에 빠진 모아나에게 마우이는 다시 일어설 용기를 북돋아 준다.
이후 일행은 모투페투를 들어 올리면 모아나가 그것에 접촉할 수 있다는 사실을 깨닫고, 마우이의 힘으로 섬을 되살리려 한다. 그러나 이때 거대한 폭풍이 몰아치고, 나로는 번개를 내려 마우이의 힘을 빼앗는다. 모아나는 마지막 희망으로 깊은 바닷속으로 뛰어들어 모투페투에 손을 댄다. 하지만 그 순간, 나로의 번개에 맞아 그녀는 숨을 거둔다.
마우이는 그녀의 몸을 품에 안고 바다로 뛰어들고, 조상들의 영혼—타우타이 바사와 모아나의 할머니 탈라—를 부르는 주문을 외운다. 모아나는 그들의 도움으로 다시 살아나며, 새로운 '길잡이의 문신'을 지닌 반신으로 거듭난다. 마우이도 힘을 되찾고, 마침내 모투페투를 들어 올려 바다와 사람들을 다시 연결한다.
모아나와 동료들은 바다의 여러 민족들과 함께 모투누이로 귀환하고, 그녀의 용기와 희생을 기리는 축제가 열린다. 중간 장면에서는 나로가 복수를 다짐하며 마탕기를 처벌하려는 순간, 거대한 갑각생물 타마토아가 등장해 그의 계획에 가담할 뜻을 밝힌다.

## 성우진
| 배역          | 영어 성우           | 한국어 성우                 | 일본어 성우   |
| ------------- | ------------------- | --------------------------- | ------------- |
| 모아나        | 아울리이 크러발리오 | 김수연                      | 야비쿠 토모나 |
| 마우이        | 드웨인 존슨         | 이장원                      | 오노에 마츠야 |
| 투이          | 테무에라 모리슨     | 송용태                      |               |
| 시나          | 니콜 셰르징거       | 여민정                      |               |
| 시메아        | 칼리시 램버트쓰다   | 김은솔                      |               |
| 로토          | 로즈 마타페오       | 이은조                      |               |
| 켈레          | 데이비드 페인       | 장승길                      |               |
| 모니          | 후알랄라이          | 정의택(대사) 임단우(노래)   |               |
| 탈라          | 레이철 하우스       | 정영주                      |               |
| 마탕이        | 아우히마이 프레이저 | 김수영(대사) 이아름솔(노래) | 소닌          |
| 타우타이 바사 | 제럴드 램지         | 최석필                      |               |
| 헤이헤이      | 앨런 튜딕           | ―                           |               |
| 코투          | ―                   | ―                           |               |
| 타마토아      | 저메인 클레멘트     | 이정열                      |               |
| 날로          | 토피가 페푸리이     | 김현수                      |               |

## 기타 배역
- 김예림
- 박희주
- 정영윤
- 김지예
- 박준원
- 방 진
- 박진우
- 김예나
- 전수현
- 김성현
- 김채윤
- 김도하
- 박슬기

## 참고 사항
- 하와이안 항공이 이번 작품과 협업해 특별 도장 항공기를 선보였다.[1]